# Výsledky Tour de France 2007
Podrobné výsledky jednotlivých etap Tour de France 2007 a průběžná pořadí.

## Prolog (Londýn–Londýn; časovka 7,9 km)
Pořadí a celková klasifikace
| Pořadí | Jezdec             | Stát                   | Stáj               | Čas   |
| ------ | ------------------ | ---------------------- | ------------------ | ----- |
| 1.     | Fabian Cancellara  | Švýcarsko              | Team CSC           | 8'50" |
| 2.     | Andreas Klöden     | Německo                | Astana Team        | + 13" |
| 3.     | George Hincapie    | Spojené státy americké | Discovery Channel  | + 23" |
| 4.     | Bradley Wiggins    | Velká Británie         | Cofidis            | + 23" |
| 5.     | Vladimir Gusev     | Rusko                  | Discovery Channel  | + 25" |
| 6.     | Vladimir Karpec    | Rusko                  | Caisse d'Epargne   | + 26" |
| 7.     | Alexandr Vinokurov | Kazachstán             | Astana Team        | + 30" |
| 8.     | Thomas Dekker      | Nizozemsko             | Rabobank           | + 31" |
| 9.     | Manuel Quinziato   | Itálie                 | Liquigas           | + 32" |
| 10.    | Benoît Vaugrenard  | Francie                | Française des Jeux | + 32" |

Sprinterská klasifikace
| Pořadí | Jezdec            | Stát                   | Stáj              | Body |
| ------ | ----------------- | ---------------------- | ----------------- | ---- |
| 1.     | Fabian Cancellara | Švýcarsko              | Team CSC          | 15   |
| 2.     | Andreas Klöden    | Německo                | Astana Team       | - 3  |
| 3.     | George Hincapie   | Spojené státy americké | Discovery Channel | - 5  |

Klasifikace mladých jezdců
| Pořadí | Jezdec            | Stát       | Stáj               | Celkový čas |
| ------ | ----------------- | ---------- | ------------------ | ----------- |
| 1.     | Vladimir Gusev    | Rusko      | Discovery Channel  | 9'15"       |
| 2.     | Thomas Dekker     | Nizozemsko | Rabobank           | + 6"        |
| 3.     | Benoît Vaugrenard | Francie    | Française des Jeux | + 7"        |

Týmová klasifikace
| Pořadí | Stáj                               | Stát                   | Celkový čas |
| ------ | ---------------------------------- | ---------------------- | ----------- |
| 1.     | Astana Team                        | Švýcarsko              | 27'48"      |
| 2.     | Team CSC                           | Dánsko                 | + 2"        |
| 3.     | Discovery Channel Pro Cycling Team | Spojené státy americké | + 5"        |

## 1. etapa (Londýn–Canterbury; 203 km)
Pořadí
| Pořadí | Jezdec             | Stát      | Stáj                  | Čas       |
| ------ | ------------------ | --------- | --------------------- | --------- |
| 1.     | Robbie McEwen      | Austrálie | Predictor-Lotto       | 4h 39'01" |
| 2.     | Thor Hushovd       | Norsko    | Crédit Agricole       | + 0"      |
| 3.     | Tom Boonen         | Belgie    | Quick Step-Innergetic | + 0"      |
| 4.     | Sébastien Chavanel | Francie   | Française des Jeux    | + 0"      |
| 5.     | Romain Feillu      | Francie   | Agritubel             | + 0"      |
| 6.     | Robert Förster     | Německo   | Team Gerolsteiner     | + 0"      |
| 7.     | Óscar Freire       | Španělsko | Rabobank              | + 0"      |
| 8.     | Marcus Burghardt   | Německo   | T-Mobile Team         | + 0"      |
| 9.     | Francisco Ventoso  | Španělsko | Saunier Duval-Prodir  | + 0"      |
| 10.    | Tomas Vaitkus      | Litva     | Discovery Channel     | + 0"      |

Celková klasifikace
| Pořadí | Jezdec             | Stát                   | Stáj                 | Celkový čas |
| ------ | ------------------ | ---------------------- | -------------------- | ----------- |
| 1.     | Fabian Cancellara  | Švýcarsko              | Team CSC             | 4h 47'51"   |
| 2.     | Andreas Klöden     | Německo                | Astana Team          | + 13"       |
| 3.     | David Millar       | Velká Británie         | Saunier Duval-Prodir | + 21"       |
| 4.     | George Hincapie    | Spojené státy americké | Discovery Channel    | + 23"       |
| 5.     | Bradley Wiggins    | Velká Británie         | Cofidis              | + 23"       |
| 6.     | Vladimir Gusev     | Rusko                  | Discovery Channel    | + 25"       |
| 7.     | Vladimir Karpec    | Rusko                  | Caisse d'Epargne     | + 26"       |
| 8.     | Thor Hushovd       | Norsko                 | Crédit Agricole      | + 29"       |
| 9.     | Alexandr Vinokurov | Kazachstán             | Astana Team          | + 30"       |
| 10.    | Thomas Dekker      | Nizozemsko             | Rabobank             | + 31"       |

Sprinterská klasifikace
| Pořadí | Jezdec        | Stát      | Stáj                  | Body |
| ------ | ------------- | --------- | --------------------- | ---- |
| 1.     | Robbie McEwen | Austrálie | Predictor-Lotto       | 35   |
| 2.     | Thor Hushovd  | Norsko    | Crédit Agricole       | - 5  |
| 3.     | Tom Boonen    | Belgie    | Quick Step-Innergetic | - 9  |

Vrchařská klasifikace
| Pořadí | Jezdec         | Stát           | Stáj                 | Body |
| ------ | -------------- | -------------- | -------------------- | ---- |
| 1.     | David Millar   | Velká Británie | Saunier Duval-Prodir | 5    |
| 2.     | Stéphane Augé  | Francie        | Cofidis              | - 0  |
| 3.     | Freddy Bichott | Francie        | Agritubel            | - 2  |

Klasifikace mladých jezdců
| Pořadí | Jezdec            | Stát       | Stáj               | Celkový čas |
| ------ | ----------------- | ---------- | ------------------ | ----------- |
| 1.     | Vladimir Gusev    | Rusko      | Discovery Channel  | 4h 48'16"   |
| 2.     | Thomas Dekker     | Nizozemsko | Rabobank           | + 6"        |
| 3.     | Benoît Vaugrenard | Francie    | Française des Jeux | + 7"        |

Týmová klasifikace
| Pořadí | Stáj                               | Stát                   | Celkový čas |
| ------ | ---------------------------------- | ---------------------- | ----------- |
| 1.     | Astana Team                        | Švýcarsko              | 14h 24'51"  |
| 2.     | Team CSC                           | Dánsko                 | + 2"        |
| 3.     | Discovery Channel Pro Cycling Team | Spojené státy americké | + 5"        |

Nejaktivnější jezdec
- Stéphane Augé;  Francie; Cofidis

## 2. etapa (Dunkerque–Ghent; 167 km)
Pořadí
| Pořadí | Jezdec             | Stát         | Stáj                  | Čas       |
| ------ | ------------------ | ------------ | --------------------- | --------- |
| 1.     | Gert Steegmans     | Belgie       | Quick Step-Innergetic | 3h 48'22" |
| 2.     | Tom Boonen         | Belgie       | Quick Step-Innergetic | + 0"      |
| 3.     | Filippo Pozzato    | Itálie       | Liquigas              | + 0"      |
| 4.     | Robert Hunter      | Jižní Afrika | Barloworld            | + 0"      |
| 5.     | Romain Feillu      | Francie      | Agritubel             | + 0"      |
| 6.     | Robbie McEwen      | Austrálie    | Predictor-Lotto       | + 0"      |
| 7.     | Erik Zabel         | Německo      | Team Milram           | + 0"      |
| 8.     | Heinrich Haussler  | Německo      | Team Gerolsteiner     | + 0"      |
| 9.     | Óscar Freire       | Španělsko    | Rabobank              | + 0"      |
| 10.    | Sébastien Chavanel | Francie      | Française des Jeux    | + 0"      |

Celková klasifikace
| Pořadí | Jezdec             | Stát                   | Stáj                  | Celkový čas |
| ------ | ------------------ | ---------------------- | --------------------- | ----------- |
| 1.     | Fabian Cancellara  | Švýcarsko              | Team CSC              | 8h 36'13"   |
| 2.     | Andreas Klöden     | Německo                | Astana Team           | + 13"       |
| 3.     | David Millar       | Velká Británie         | Saunier Duval-Prodir  | + 21"       |
| 4.     | George Hincapie    | Spojené státy americké | Discovery Channel     | + 23"       |
| 5.     | Bradley Wiggins    | Velká Británie         | Cofidis               | + 23"       |
| 6.     | Vladimir Gusev     | Rusko                  | Discovery Channel     | + 25"       |
| 7.     | Tom Boonen         | Belgie                 | Quick Step-Innergetic | + 26"       |
| 8.     | Vladimir Karpec    | Rusko                  | Caisse d'Epargne      | + 26"       |
| 9.     | Thor Hushovd       | Norsko                 | Crédit Agricole       | + 29"       |
| 10.    | Alexandr Vinokurov | Kazachstán             | Astana Team           | + 30"       |

Sprinterská klasifikace
| Pořadí | Jezdec         | Stát      | Stáj                  | Body |
| ------ | -------------- | --------- | --------------------- | ---- |
| 1.     | Tom Boonen     | Belgie    | Quick Step-Innergetic | 56   |
| 2.     | Robbie McEwen  | Austrálie | Predictor-Lotto       | - 1  |
| 3.     | Gert Steegmans | Belgie    | Quick Step-Innergetic | - 10 |

Vrchařská klasifikace
| Pořadí | Jezdec         | Stát           | Stáj                 | Body |
| ------ | -------------- | -------------- | -------------------- | ---- |
| 1.     | David Millar   | Velká Británie | Saunier Duval-Prodir | 5    |
| 2.     | Stéphane Augé  | Francie        | Cofidis              | - 0  |
| 3.     | Freddy Bichott | Francie        | Agritubel            | - 2  |

Klasifikace mladých jezdců
| Pořadí | Jezdec            | Stát       | Stáj               | Celkový čas |
| ------ | ----------------- | ---------- | ------------------ | ----------- |
| 1.     | Vladimir Gusev    | Rusko      | Discovery Channel  | 8h 36'38"   |
| 2.     | Thomas Dekker     | Nizozemsko | Rabobank           | + 6"        |
| 3.     | Benoît Vaugrenard | Francie    | Française des Jeux | + 7"        |

Týmová klasifikace
| Pořadí | Stáj                               | Stát                   | Celkový čas |
| ------ | ---------------------------------- | ---------------------- | ----------- |
| 1.     | Astana Team                        | Švýcarsko              | 25h 49'57"  |
| 2.     | Team CSC                           | Dánsko                 | + 2"        |
| 3.     | Discovery Channel Pro Cycling Team | Spojené státy americké | + 5"        |

Nejaktivnější jezdec
- Marcel Sieberg;  Německo; Team Milram

## 3. etapa (Waregem–Compiègne; 236 km)
Pořadí
| Pořadí | Jezdec            | Stát           | Stáj                  | Čas       |
| ------ | ----------------- | -------------- | --------------------- | --------- |
| 1.     | Fabian Cancellara | Švýcarsko      | Team CSC              | 6h 36'15" |
| 2.     | Erik Zabel        | Německo        | Team Milram           | + 0"      |
| 3.     | Danilo Napolitano | Itálie         | Lampre-Fondital       | + 0"      |
| 4.     | Tom Boonen        | Belgie         | Quick Step-Innergetic | + 0"      |
| 5.     | Robert Hunter     | Jižní Afrika   | Barloworld            | + 0"      |
| 6.     | Robert Förster    | Německo        | Team Gerolsteiner     | + 0"      |
| 7.     | Robbie McEwen     | Austrálie      | Predictor-Lotto       | + 0"      |
| 8.     | Bernhard Eisel    | Rakousko       | T-Mobile Team         | + 0"      |
| 9.     | Mark Cavendish    | Velká Británie | T-Mobile Team         | + 0"      |
| 10.    | Heinrich Haussler | Německo        | Team Gerolsteiner     | + 0"      |

Celková klasifikace
| Pořadí | Jezdec             | Stát                   | Stáj                  | Celkový čas |
| ------ | ------------------ | ---------------------- | --------------------- | ----------- |
| 1.     | Fabian Cancellara  | Švýcarsko              | Team CSC              | 15h 12'08"  |
| 2.     | Andreas Klöden     | Německo                | Astana Team           | + 33"       |
| 3.     | David Millar       | Velká Británie         | Saunier Duval-Prodir  | + 41"       |
| 4.     | George Hincapie    | Spojené státy americké | Discovery Channel     | + 43"       |
| 5.     | Bradley Wiggins    | Velká Británie         | Cofidis               | + 43"       |
| 6.     | Vladimir Gusev     | Rusko                  | Discovery Channel     | + 45"       |
| 7.     | Tom Boonen         | Belgie                 | Quick Step-Innergetic | + 46"       |
| 8.     | Vladimir Karpec    | Rusko                  | Caisse d'Epargne      | + 46"       |
| 9.     | Thor Hushovd       | Norsko                 | Crédit Agricole       | + 49"       |
| 10.    | Alexandr Vinokurov | Kazachstán             | Astana Team           | + 50"       |

Sprinterská klasifikace
| Pořadí | Jezdec        | Stát      | Stáj                  | Body |
| ------ | ------------- | --------- | --------------------- | ---- |
| 1.     | Tom Boonen    | Belgie    | Quick Step-Innergetic | 80   |
| 2.     | Robbie McEwen | Austrálie | Predictor-Lotto       | - 6  |
| 3.     | Erik Zabel    | Německo   | Team Milram           | - 18 |

Vrchařská klasifikace
| Pořadí | Jezdec         | Stát           | Stáj                 | Body |
| ------ | -------------- | -------------- | -------------------- | ---- |
| 1.     | Stéphane Augé  | Francie        | Cofidis              | 8    |
| 2.     | David Millar   | Velká Británie | Saunier Duval-Prodir | - 3  |
| 3.     | Freddy Bichott | Francie        | Agritubel            | - 5  |

Klasifikace mladých jezdců
| Pořadí | Jezdec            | Stát       | Stáj               | Celkový čas |
| ------ | ----------------- | ---------- | ------------------ | ----------- |
| 1.     | Vladimir Gusev    | Rusko      | Discovery Channel  | 15h 12'53"  |
| 2.     | Thomas Dekker     | Nizozemsko | Rabobank           | + 6"        |
| 3.     | Benoît Vaugrenard | Francie    | Française des Jeux | + 7"        |

Týmová klasifikace
| Pořadí | Stáj                               | Stát                   | Celkový čas |
| ------ | ---------------------------------- | ---------------------- | ----------- |
| 1.     | Astana Team                        | Švýcarsko              | 45h 38'42"  |
| 2.     | Team CSC                           | Dánsko                 | + 2"        |
| 3.     | Discovery Channel Pro Cycling Team | Spojené státy americké | + 5"        |

Nejaktivnější jezdec
- Matthieu Ladagnous;  Francie; Française des Jeux

## 4. etapa (Villers-Cotterêts–Joigny; 190 km)
Pořadí
| Pořadí | Jezdec             | Stát           | Stáj                  | Čas       |
| ------ | ------------------ | -------------- | --------------------- | --------- |
| 1.     | Thor Hushovd       | Norsko         | Crédit Agricole       | 4h 37'47" |
| 2.     | Robert Hunter      | Jižní Afrika   | Barloworld            | + 0"      |
| 3.     | Óscar Freire       | Španělsko      | Rabobank              | + 0"      |
| 4.     | Erik Zabel         | Německo        | Team Milram           | + 0"      |
| 5.     | Danilo Napolitano  | Itálie         | Lampre-Fondital       | + 0"      |
| 6.     | Gert Steegmans     | Belgie         | Quick Step-Innergetic | + 0"      |
| 7.     | Robert Förster     | Německo        | Team Gerolsteiner     | + 0"      |
| 8.     | Tom Boonen         | Belgie         | Quick Step-Innergetic | + 0"      |
| 9.     | Sébastien Chavanel | Francie        | Française des Jeux    | + 0"      |
| 10.    | Mark Cavendish     | Velká Británie | T-Mobile Team         | + 0"      |

Celková klasifikace
| Pořadí | Jezdec             | Stát                   | Stáj                  | Celkový čas |
| ------ | ------------------ | ---------------------- | --------------------- | ----------- |
| 1.     | Fabian Cancellara  | Švýcarsko              | Team CSC              | 19h 49'55"  |
| 2.     | Thor Hushovd       | Norsko                 | Crédit Agricole       | + 29"       |
| 3.     | Andreas Klöden     | Německo                | Astana Team           | + 33"       |
| 4.     | David Millar       | Velká Británie         | Saunier Duval-Prodir  | + 41"       |
| 5.     | George Hincapie    | Spojené státy americké | Discovery Channel     | + 43"       |
| 6.     | Bradley Wiggins    | Velká Británie         | Cofidis               | + 43"       |
| 7.     | Vladimir Gusev     | Rusko                  | Discovery Channel     | + 45"       |
| 8.     | Tom Boonen         | Belgie                 | Quick Step-Innergetic | + 46"       |
| 9.     | Vladimir Karpec    | Rusko                  | Caisse d'Epargne      | + 46"       |
| 10.    | Alexandr Vinokurov | Kazachstán             | Astana Team           | + 50"       |

Sprinterská klasifikace
| Pořadí | Jezdec        | Stát      | Stáj                  | Body |
| ------ | ------------- | --------- | --------------------- | ---- |
| 1.     | Tom Boonen    | Belgie    | Quick Step-Innergetic | 98   |
| 2.     | Erik Zabel    | Německo   | Team Milram           | - 12 |
| 3.     | Robbie McEwen | Austrálie | Predictor-Lotto       | - 14 |

Vrchařská klasifikace
| Pořadí | Jezdec           | Stát           | Stáj                 | Body |
| ------ | ---------------- | -------------- | -------------------- | ---- |
| 1.     | Stéphane Augé    | Francie        | Cofidis              | 9    |
| 2.     | Sylvain Chavanel | Francie        | Cofidis              | - 2  |
| 3.     | David Millar     | Velká Británie | Saunier Duval-Prodir | - 2  |

Klasifikace mladých jezdců
| Pořadí | Jezdec            | Stát       | Stáj               | Celkový čas |
| ------ | ----------------- | ---------- | ------------------ | ----------- |
| 1.     | Vladimir Gusev    | Rusko      | Discovery Channel  | 19h 50'40"  |
| 2.     | Thomas Dekker     | Nizozemsko | Rabobank           | + 6"        |
| 3.     | Benoît Vaugrenard | Francie    | Française des Jeux | + 7"        |

Týmová klasifikace
| Pořadí | Stáj                               | Stát                   | Celkový čas |
| ------ | ---------------------------------- | ---------------------- | ----------- |
| 1.     | Astana Team                        | Švýcarsko              | 59h 32'03"  |
| 2.     | Team CSC                           | Dánsko                 | + 2"        |
| 3.     | Discovery Channel Pro Cycling Team | Spojené státy americké | + 5"        |

Nejaktivnější jezdec
- Matthieu Sprick;  Francie; Bouygues Télécom

## 5. etapa (Chablis–Autun; 184 km)
Pořadí
| Pořadí | Jezdec            | Stát                   | Stáj                  | Čas       |
| ------ | ----------------- | ---------------------- | --------------------- | --------- |
| 1.     | Filippo Pozzato   | Itálie                 | Liquigas              | 4h 39'01" |
| 2.     | Óscar Freire      | Španělsko              | Rabobank              | + 0"      |
| 3.     | Daniele Bennati   | Itálie                 | Lampre-Fondital       | + 0"      |
| 4.     | Kim Kirchen       | Nizozemsko             | T-Mobile Team         | + 0"      |
| 5.     | Erik Zabel        | Německo                | Team Milram           | + 0"      |
| 6.     | George Hincapie   | Spojené státy americké | Discovery Channel     | + 0"      |
| 7.     | Cristian Moreni   | Itálie                 | Cofidis               | + 0"      |
| 8.     | Stefan Schumacher | Německo                | Team Gerolsteiner     | + 0"      |
| 9.     | Bram Tankink      | Nizozemsko             | Quick Step-Innergetic | + 0"      |
| 10.    | Jérôme Pineau     | Francie                | Bouygues Télécom      | + 0"      |

Celková klasifikace
| Pořadí | Jezdec            | Stát                   | Stáj                 | Celkový čas |
| ------ | ----------------- | ---------------------- | -------------------- | ----------- |
| 1.     | Fabian Cancellara | Švýcarsko              | Team CSC             | 24h 28'56"  |
| 2.     | Andreas Klöden    | Německo                | Astana Team          | + 33"       |
| 3.     | Filippo Pozzato   | Itálie                 | Liquigas             | + 35"       |
| 4.     | David Millar      | Velká Británie         | Saunier Duval-Prodir | + 41"       |
| 5.     | George Hincapie   | Spojené státy americké | Discovery Channel    | + 43"       |
| 6.     | Vladimir Gusev    | Rusko                  | Discovery Channel    | + 45"       |
| 7.     | Vladimir Karpec   | Rusko                  | Caisse d'Epargne     | + 46"       |
| 8.     | Mikel Astarloza   | Španělsko              | Euskaltel-Euskadi    | + 49"       |
| 9.     | Thomas Dekker     | Nizozemsko             | Rabobank             | + 51"       |
| 10.    | Benoît Vaugrenard | Francie                | Française des Jeux   | + 52"       |

Sprinterská klasifikace
| Pořadí | Jezdec        | Stát      | Stáj                  | Body |
| ------ | ------------- | --------- | --------------------- | ---- |
| 1.     | Erik Zabel    | Německo   | Team Milram           | 102  |
| 2.     | Tom Boonen    | Belgie    | Quick Step-Innergetic | - 4  |
| 3.     | Robbie McEwen | Austrálie | Predictor-Lotto       | - 18 |

Vrchařská klasifikace
| Pořadí | Jezdec           | Stát    | Stáj               | Body |
| ------ | ---------------- | ------- | ------------------ | ---- |
| 1.     | Sylvain Chavanel | Francie | Cofidis            | 37   |
| 2.     | Philippe Gilbert | Belgie  | Française des Jeux | - 14 |
| 3.     | William Bonnet   | Francie | Crédit Agricole    | - 22 |

Klasifikace mladých jezdců
| Pořadí | Jezdec            | Stát       | Stáj               | Celkový čas |
| ------ | ----------------- | ---------- | ------------------ | ----------- |
| 1.     | Vladimir Gusev    | Rusko      | Discovery Channel  | 24h 29'41"  |
| 2.     | Thomas Dekker     | Nizozemsko | Rabobank           | + 6"        |
| 3.     | Benoît Vaugrenard | Francie    | Française des Jeux | + 7"        |

Týmová klasifikace
| Pořadí | Stáj                               | Stát                   | Celkový čas |
| ------ | ---------------------------------- | ---------------------- | ----------- |
| 1.     | Team CSC                           | Dánsko                 | 73h 29'08"  |
| 2.     | Discovery Channel Pro Cycling Team | Spojené státy americké | + 3"        |
| 3.     | Caisse d'Epargne                   | Španělsko              | + 16"       |

Nejaktivnější jezdec
- Sylvain Chavanel;  Francie; Cofidis

## 6. etapa (Semur-en-Auxois–Bourg-en-Bresse; 200 km)
Pořadí
| Pořadí | Jezdec             | Stát         | Stáj                  | Čas       |
| ------ | ------------------ | ------------ | --------------------- | --------- |
| 1.     | Tom Boonen         | Belgie       | Quick Step-Innergetic | 5h 20'59" |
| 2.     | Óscar Freire       | Španělsko    | Rabobank              | + 0"      |
| 3.     | Erik Zabel         | Německo      | Team Milram           | + 0"      |
| 4.     | Sébastien Chavanel | Francie      | Française des Jeux    | + 0"      |
| 5.     | Thor Hushovd       | Norsko       | Crédit Agricole       | + 0"      |
| 6.     | Daniele Bennati    | Itálie       | Lampre-Fondital       | + 0"      |
| 7.     | Robert Förster     | Německo      | Team Gerolsteiner     | + 0"      |
| 8.     | Robert Hunter      | Jižní Afrika | Barloworld            | + 0"      |
| 9.     | Romain Feillu      | Francie      | Agritubel             | + 0"      |
| 10.    | Murilo Fischer     | Brazílie     | Liquigas              | + 0"      |

Celková klasifikace
| Pořadí | Jezdec            | Stát                   | Stáj                 | Celkový čas |
| ------ | ----------------- | ---------------------- | -------------------- | ----------- |
| 1.     | Fabian Cancellara | Švýcarsko              | Team CSC             | 29h 49'55"  |
| 2.     | Andreas Klöden    | Německo                | Astana Team          | + 33"       |
| 3.     | Filippo Pozzato   | Itálie                 | Liquigas             | + 35"       |
| 4.     | David Millar      | Velká Británie         | Saunier Duval-Prodir | + 41"       |
| 5.     | Óscar Freire      | Španělsko              | Rabobank             | + 43"       |
| 6.     | George Hincapie   | Spojené státy americké | Discovery Channel    | + 43"       |
| 7.     | Vladimir Gusev    | Rusko                  | Discovery Channel    | + 45"       |
| 8.     | Vladimir Karpec   | Rusko                  | Caisse d'Epargne     | + 46"       |
| 9.     | Erik Zabel        | Německo                | Team Milram          | + 48"       |
| 10.    | Mikel Astarloza   | Španělsko              | Euskaltel-Euskadi    | + 49"       |

Sprinterská klasifikace
| Pořadí | Jezdec       | Stát      | Stáj                  | Body |
| ------ | ------------ | --------- | --------------------- | ---- |
| 1.     | Tom Boonen   | Belgie    | Quick Step-Innergetic | 141  |
| 2.     | Erik Zabel   | Německo   | Team Milram           | - 11 |
| 3.     | Óscar Freire | Španělsko | Rabobank              | - 27 |

Vrchařská klasifikace
| Pořadí | Jezdec           | Stát    | Stáj               | Body |
| ------ | ---------------- | ------- | ------------------ | ---- |
| 1.     | Sylvain Chavanel | Francie | Cofidis            | 40   |
| 2.     | Philippe Gilbert | Belgie  | Française des Jeux | - 17 |
| 3.     | William Bonnet   | Francie | Crédit Agricole    | - 25 |

Klasifikace mladých jezdců
| Pořadí | Jezdec            | Stát       | Stáj               | Celkový čas |
| ------ | ----------------- | ---------- | ------------------ | ----------- |
| 1.     | Vladimir Gusev    | Rusko      | Discovery Channel  | 29h 50'40"  |
| 2.     | Thomas Dekker     | Nizozemsko | Rabobank           | + 6"        |
| 3.     | Benoît Vaugrenard | Francie    | Française des Jeux | + 7"        |

Týmová klasifikace
| Pořadí | Stáj                               | Stát                   | Celkový čas |
| ------ | ---------------------------------- | ---------------------- | ----------- |
| 1.     | Team CSC                           | Dánsko                 | 89h 32'05"  |
| 2.     | Discovery Channel Pro Cycling Team | Spojené státy americké | + 3"        |
| 3.     | Caisse d'Epargne                   | Španělsko              | + 16"       |

Nejaktivnější jezdec
- Bradley Wiggins;  Velká Británie; Cofidis

## 7. etapa (Bourg-en-Bresse–Le-Grand-Bornand; 197 km)
Pořadí
| Pořadí | Jezdec             | Stát      | Stáj                  | Čas       |
| ------ | ------------------ | --------- | --------------------- | --------- |
| 1.     | Linus Gerdemann    | Německo   | T-Mobile Team         | 4h 53'13" |
| 2.     | Iñigo Landaluze    | Španělsko | Euskaltel-Euskadi     | + 40"     |
| 3.     | David de la Fuente | Španělsko | Saunier Duval-Prodir  | + 1'39"   |
| 4.     | Mauricio Soler     | Kolumbie  | Barloworld            | + 2'14"   |
| 5.     | Laurent Lefevre    | Francie   | Bouygues Télécom      | + 2'21"   |
| 6.     | Fabian Wegmann     | Německo   | Team Gerolsteiner     | + 3'32"   |
| 7.     | Juan Manuel Gárate | Španělsko | Quick Step-Innergetic | + 3'38"   |
| 8.     | Xavier Florencio   | Španělsko | Bouygues Télécom      | + 3'38"   |
| 9.     | Christophe Moreau  | Francie   | AG2R Prévoyance       | + 3'38"   |
| 10.    | Alejandro Valverde | Španělsko | Caisse d'Epargne      | + 3'38"   |

Celková klasifikace
| Pořadí | Jezdec             | Stát       | Stáj                 | Celkový čas |
| ------ | ------------------ | ---------- | -------------------- | ----------- |
| 1.     | Linus Gerdemann    | Německo    | T-Mobile Team        | 34h 43'40"  |
| 2.     | Iñigo Landaluze    | Španělsko  | Euskaltel-Euskadi    | + 1'24"     |
| 3.     | David de la Fuente | Španělsko  | Saunier Duval-Prodir | + 2'45"     |
| 4.     | Laurent Lefevre    | Francie    | Bouygues Télécom     | + 2'55"     |
| 5.     | Mauricio Soler     | Kolumbie   | Barloworld           | + 3'05"     |
| 6.     | Andreas Klöden     | Německo    | Astana Team          | + 3'39"     |
| 7.     | Vladimir Gusev     | Rusko      | Discovery Channel    | + 3'51"     |
| 8.     | Vladimir Karpec    | Rusko      | Caisse d'Epargne     | + 3'52"     |
| 9.     | Mikel Astarloza    | Španělsko  | Euskaltel-Euskadi    | + 3'55"     |
| 10.    | Thomas Dekker      | Nizozemsko | Rabobank             | + 3'57"     |

Sprinterská klasifikace
| Pořadí | Jezdec        | Stát         | Stáj                  | Body |
| ------ | ------------- | ------------ | --------------------- | ---- |
| 1.     | Tom Boonen    | Belgie       | Quick Step-Innergetic | 147  |
| 2.     | Erik Zabel    | Německo      | Team Milram           | - 13 |
| 3.     | Robert Hunter | Jižní Afrika | Barloworld            | - 44 |

Vrchařská klasifikace
| Pořadí | Jezdec             | Stát      | Stáj                 | Body |
| ------ | ------------------ | --------- | -------------------- | ---- |
| 1.     | Sylvain Chavanel   | Francie   | Cofidis              | 42   |
| 2.     | Linus Gerdemann    | Německo   | T-Mobile Team        | - 12 |
| 3.     | David de la Fuente | Španělsko | Saunier Duval-Prodir | - 12 |

Klasifikace mladých jezdců
| Pořadí | Jezdec          | Stát     | Stáj              | Celkový čas |
| ------ | --------------- | -------- | ----------------- | ----------- |
| 1.     | Linus Gerdemann | Německo  | T-Mobile Team     | 34h 43'40"  |
| 2.     | Mauricio Soler  | Kolumbie | Barloworld        | + 2'14"     |
| 3.     | Vladimir Gusev  | Rusko    | Discovery Channel | + 3'51"     |

Týmová klasifikace
| Pořadí | Stáj                 | Stát      | Celkový čas |
| ------ | -------------------- | --------- | ----------- |
| 1.     | T-Mobile Team        | Německo   | 104h 19'43" |
| 2.     | Euskaltel-Euskadi    | Španělsko | + 52"       |
| 3.     | Saunier Duval-Prodir | Španělsko | + 2'04"     |

Nejaktivnější jezdec
- Linus Gerdemann;  Německo; T-Mobile Team

## 8. etapa (Le-Grand-Bornand–Tignes; 165 km)
Pořadí
| Pořadí | Jezdec             | Stát        | Stáj                 | Čas       |
| ------ | ------------------ | ----------- | -------------------- | --------- |
| 1.     | Michael Rasmussen  | Dánsko      | Rabobank             | 4h 49'40" |
| 2.     | Iban Mayo          | Španělsko   | Saunier Duval-Prodir | + 2'47"   |
| 3.     | Alejandro Valverde | Španělsko   | Caisse d'Epargne     | + 3'12"   |
| 4.     | Christophe Moreau  | Francie     | AG2R Prévoyance      | + 3'13"   |
| 5.     | Fränk Schleck      | Lucembursko | Team CSC             | + 3'13"   |
| 6.     | Cadel Evans        | Austrálie   | Predictor-Lotto      | + 3'13"   |
| 7.     | Andrej Kašečkin    | Kazachstán  | Astana Team          | + 3'13"   |
| 8.     | Alberto Contador   | Španělsko   | Discovery Channel    | + 3'31"   |
| 9.     | Děnis Meňšov       | Rusko       | Rabobank             | + 3'35"   |
| 10.    | Carlos Sastre      | Španělsko   | Team CSC             | + 3'35"   |

Celková klasifikace
| Pořadí | Jezdec             | Stát        | Stáj                 | Celkový čas |
| ------ | ------------------ | ----------- | -------------------- | ----------- |
| 1.     | Michael Rasmussen  | Dánsko      | Rabobank             | 39h 37'42"  |
| 2.     | Linus Gerdemann    | Německo     | T-Mobile Team        | + 43"       |
| 3.     | Iban Mayo          | Španělsko   | Saunier Duval-Prodir | + 2'39"     |
| 4.     | Alejandro Valverde | Španělsko   | Caisse d'Epargne     | + 2'51"     |
| 5.     | Andrej Kašečkin    | Kazachstán  | Astana Team          | + 2'52"     |
| 6.     | Cadel Evans        | Austrálie   | Predictor-Lotto      | + 2'53"     |
| 7.     | Christophe Moreau  | Francie     | AG2R Prévoyance      | + 3'06"     |
| 8.     | Alberto Contador   | Španělsko   | Discovery Channel    | + 3'10"     |
| 9.     | Fränk Schleck      | Lucembursko | Team CSC             | + 3'14"     |
| 10.    | Děnis Meňšov       | Rusko       | Rabobank             | + 3'19"     |

Sprinterská klasifikace
| Pořadí | Jezdec        | Stát                  | Stáj                  | Body |
| ------ | ------------- | --------------------- | --------------------- | ---- |
| 1.     | Tom Boonen    | Belgie                | Quick Step-Innergetic | 147  |
| 2.     | Erik Zabel    | Německo               | Team Milram           | - 13 |
| 3.     | Robert Hunter | Jihoafrická republika | Barloworld            | - 44 |

Vrchařská klasifikace
| Pořadí | Jezdec            | Stát    | Stáj          | Body |
| ------ | ----------------- | ------- | ------------- | ---- |
| 1.     | Michael Rasmussen | Dánsko  | Rabobank      | 82   |
| 2.     | Sylvain Chavanel  | Francie | Cofidis       | - 40 |
| 3.     | Linus Gerdemann   | Německo | T-Mobile Team | - 52 |

Klasifikace mladých jezdců
| Pořadí | Jezdec            | Stát      | Stáj              | Celkový čas |
| ------ | ----------------- | --------- | ----------------- | ----------- |
| 1.     | Linus Gerdemann   | Německo   | T-Mobile Team     | 39h 38'25"  |
| 2.     | Alberto Contador  | Španělsko | Discovery Channel | + 2'27"     |
| 3.     | Kanstancin Siucou | Bělorusko | Barloworld        | + 5'35"     |

Týmová klasifikace
| Pořadí | Stáj             | Stát       | Celkový čas |
| ------ | ---------------- | ---------- | ----------- |
| 1.     | Rabobank         | Nizozemsko | 119h 02'30" |
| 2.     | Caisse d'Epargne | Španělsko  | + 1'18"     |
| 3.     | Astana Team      | Švýcarsko  | + 2'37"     |

Nejaktivnější jezdec
- Michael Rasmussen;  Dánsko; Rabobank

## 9. etapa (Val-d'Isère–Briançon; 161 km)
Pořadí
| Pořadí | Jezdec             | Stát                   | Stáj                 | Čas       |
| ------ | ------------------ | ---------------------- | -------------------- | --------- |
| 1.     | Mauricio Soler     | Kolumbie               | Barloworld           | 4h 14'24" |
| 2.     | Alejandro Valverde | Španělsko              | Caisse d'Epargne     | + 38"     |
| 3.     | Cadel Evans        | Austrálie              | Predictor-Lotto      | + 38"     |
| 4.     | Alberto Contador   | Španělsko              | Discovery Channel    | + 40"     |
| 5.     | Iban Mayo          | Španělsko              | Saunier Duval-Prodir | + 42"     |
| 6.     | Michael Rasmussen  | Dánsko                 | Rabobank             | + 42"     |
| 7.     | Levi Leipheimer    | Spojené státy americké | Discovery Channel    | + 42"     |
| 8.     | Kim Kirchen        | Lucembursko            | T-Mobile Team        | + 46"     |
| 9.     | Andreas Klöden     | Německo                | Astana Team          | + 46"     |
| 10.    | Carlos Sastre      | Španělsko              | Team CSC             | + 46"     |

Celková klasifikace
| Pořadí | Jezdec             | Stát                   | Stáj                 | Celkový čas |
| ------ | ------------------ | ---------------------- | -------------------- | ----------- |
| 1.     | Michael Rasmussen  | Dánsko                 | Rabobank             | 43h 52'48"  |
| 2.     | Alejandro Valverde | Španělsko              | Caisse d'Epargne     | + 2'35"     |
| 3.     | Iban Mayo          | Španělsko              | Saunier Duval-Prodir | + 2'39"     |
| 4.     | Cadel Evans        | Austrálie              | Predictor-Lotto      | + 2'41"     |
| 5.     | Alberto Contador   | Španělsko              | Discovery Channel    | + 3'08"     |
| 6.     | Christophe Moreau  | Francie                | AG2R Prévoyance      | + 3'18"     |
| 7.     | Carlos Sastre      | Španělsko              | Team CSC             | + 3'39"     |
| 8.     | Andreas Klöden     | Německo                | Astana Team          | + 3'50"     |
| 9.     | Levi Leipheimer    | Spojené státy americké | Discovery Channel    | + 3'53"     |
| 10.    | Kim Kirchen        | Lucembursko            | T-Mobile Team        | + 5'06"     |

Sprinterská klasifikace
| Pořadí | Jezdec        | Stát                  | Stáj                  | Body |
| ------ | ------------- | --------------------- | --------------------- | ---- |
| 1.     | Tom Boonen    | Belgie                | Quick Step-Innergetic | 147  |
| 2.     | Erik Zabel    | Německo               | Team Milram           | - 13 |
| 3.     | Robert Hunter | Jihoafrická republika | Barloworld            | - 44 |

Vrchařská klasifikace
| Pořadí | Jezdec            | Stát     | Stáj              | Body |
| ------ | ----------------- | -------- | ----------------- | ---- |
| 1.     | Michael Rasmussen | Dánsko   | Rabobank          | 96   |
| 2.     | Mauricio Soler    | Kolumbie | Barloworld        | - 17 |
| 3.     | Jaroslav Popovyč  | Ukrajina | Discovery Channel | - 27 |

Klasifikace mladých jezdců
| Pořadí | Jezdec           | Stát      | Stáj              | Celkový čas |
| ------ | ---------------- | --------- | ----------------- | ----------- |
| 1.     | Alberto Contador | Španělsko | Discovery Channel | 43h 55'56"  |
| 2.     | Linus Gerdemann  | Německo   | T-Mobile Team     | + 3'37"     |
| 3.     | Mauricio Soler   | Kolumbie  | Barloworld        | + 3'41"     |

Týmová klasifikace
| Pořadí | Stáj                               | Stát                   | Celkový čas |
| ------ | ---------------------------------- | ---------------------- | ----------- |
| 1.     | Caisse d'Epargne                   | Španělsko              | 131h 52'51" |
| 2.     | Discovery Channel Pro Cycling Team | Spojené státy americké | + 6"        |
| 3.     | Astana Team                        | Švýcarsko              | + 3'02"     |

Nejaktivnější jezdec
- Jaroslav Popovyč;  Ukrajina; Discovery Channel Pro Cycling Team

## 10. etapa (Tallard–Marseille; 229 km)
Pořadí
| Pořadí | Jezdec              | Stát      | Stáj                  | Čas       |
| ------ | ------------------- | --------- | --------------------- | --------- |
| 1.     | Cédric Vasseur      | Francie   | Quick Step-Innergetic | 5h 20'24" |
| 2.     | Sandy Casar         | Francie   | Française des Jeux    | + 0"      |
| 3.     | Michael Albasini    | Švýcarsko | Liquigas              | + 0"      |
| 4.     | Patrice Halgand     | Francie   | Crédit Agricole       | + 0"      |
| 5.     | Jens Voigt          | Německo   | Team CSC              | + 0"      |
| 6.     | Staf Scheirlinckx   | Belgie    | Cofidis               | + 36"     |
| 7.     | Paolo Bossoni       | Itálie    | Lampre-Fondital       | + 36"     |
| 8.     | Marcus Burghardt    | Německo   | T-Mobile Team         | + 1'01"   |
| 9.     | Aljaksandr Kučynski | Bělorusko | Liquigas              | + 2'34"   |
| 10.    | Juan Antonio Flecha | Španělsko | Rabobank              | + 2'34"   |

Celková klasifikace
| Pořadí | Jezdec             | Stát                   | Stáj                 | Celkový čas |
| ------ | ------------------ | ---------------------- | -------------------- | ----------- |
| 1.     | Michael Rasmussen  | Dánsko                 | Rabobank             | 49h 23'48"  |
| 2.     | Alejandro Valverde | Španělsko              | Caisse d'Epargne     | + 2'35"     |
| 3.     | Iban Mayo          | Španělsko              | Saunier Duval-Prodir | + 2'39"     |
| 4.     | Cadel Evans        | Austrálie              | Predictor-Lotto      | + 2'41"     |
| 5.     | Alberto Contador   | Španělsko              | Discovery Channel    | + 3'08"     |
| 6.     | Christophe Moreau  | Francie                | AG2R Prévoyance      | + 3'18"     |
| 7.     | Carlos Sastre      | Španělsko              | Team CSC             | + 3'39"     |
| 8.     | Andreas Klöden     | Německo                | Astana Team          | + 3'50"     |
| 9.     | Levi Leipheimer    | Spojené státy americké | Discovery Channel    | + 3'53"     |
| 10.    | Kim Kirchen        | Lucembursko            | T-Mobile Team        | + 5'06"     |

Sprinterská klasifikace
| Pořadí | Jezdec        | Stát                  | Stáj                  | Body |
| ------ | ------------- | --------------------- | --------------------- | ---- |
| 1.     | Tom Boonen    | Belgie                | Quick Step-Innergetic | 160  |
| 2.     | Erik Zabel    | Německo               | Team Milram           | - 16 |
| 3.     | Robert Hunter | Jihoafrická republika | Barloworld            | - 46 |

Vrchařská klasifikace
| Pořadí | Jezdec            | Stát     | Stáj              | Body |
| ------ | ----------------- | -------- | ----------------- | ---- |
| 1.     | Michael Rasmussen | Dánsko   | Rabobank          | 98   |
| 2.     | Mauricio Soler    | Kolumbie | Barloworld        | - 19 |
| 3.     | Jaroslav Popovyč  | Ukrajina | Discovery Channel | - 28 |

Klasifikace mladých jezdců
| Pořadí | Jezdec           | Stát      | Stáj              | Celkový čas |
| ------ | ---------------- | --------- | ----------------- | ----------- |
| 1.     | Alberto Contador | Španělsko | Discovery Channel | 49h 26'56"  |
| 2.     | Linus Gerdemann  | Německo   | T-Mobile Team     | + 3'37"     |
| 3.     | Mauricio Soler   | Kolumbie  | Barloworld        | + 3'41"     |

Týmová klasifikace
| Pořadí | Stáj                               | Stát                   | Celkový čas |
| ------ | ---------------------------------- | ---------------------- | ----------- |
| 1.     | Team CSC                           | Dánsko                 | 148h 20'49" |
| 2.     | Caisse d'Epargne                   | Španělsko              | + 5'02"     |
| 3.     | Discovery Channel Pro Cycling Team | Spojené státy americké | + 5'08"     |

Nejaktivnější jezdec
- Patrice Halgand;  Francie; Crédit Agricole

## 11. etapa (Marseille–Montpellier; 180 km)
Pořadí
| Pořadí | Jezdec            | Stát                  | Stáj               | Čas       |
| ------ | ----------------- | --------------------- | ------------------ | --------- |
| 1.     | Robert Hunter     | Jihoafrická republika | Barloworld         | 3h 47'50" |
| 2.     | Fabian Cancellara | Švýcarsko             | Team CSC           | + 0"      |
| 3.     | Murilo Fischer    | Brazílie              | Liquigas           | + 0"      |
| 4.     | Filippo Pozzato   | Itálie                | Liquigas           | + 0"      |
| 5.     | Alessandro Ballan | Itálie                | Lampre-Fondital    | + 0"      |
| 6.     | Paolo Bossoni     | Itálie                | Lampre-Fondital    | + 0"      |
| 7.     | Claudio Corioni   | Itálie                | Lampre-Fondital    | + 0"      |
| 8.     | Philippe Gilbert  | Belgie                | Française des Jeux | + 0"      |
| 9.     | William Bonnet    | Francie               | Crédit Agricole    | + 0"      |
| 10.    | Kim Kirchen       | Lucembursko           | T-Mobile Team      | + 0"      |

Celková klasifikace
| Pořadí | Jezdec             | Stát                   | Stáj                 | Celkový čas |
| ------ | ------------------ | ---------------------- | -------------------- | ----------- |
| 1.     | Michael Rasmussen  | Dánsko                 | Rabobank             | 53h 11'38"  |
| 2.     | Alejandro Valverde | Španělsko              | Caisse d'Epargne     | + 2'35"     |
| 3.     | Iban Mayo          | Španělsko              | Saunier Duval-Prodir | + 2'39"     |
| 4.     | Cadel Evans        | Austrálie              | Predictor-Lotto      | + 2'41"     |
| 5.     | Alberto Contador   | Španělsko              | Discovery Channel    | + 3'08"     |
| 6.     | Carlos Sastre      | Španělsko              | Team CSC             | + 3'39"     |
| 7.     | Andreas Klöden     | Německo                | Astana Team          | + 3'50"     |
| 8.     | Levi Leipheimer    | Spojené státy americké | Discovery Channel    | + 3'53"     |
| 9.     | Kim Kirchen        | Lucembursko            | T-Mobile Team        | + 5'06"     |
| 10.    | Mikel Astarloza    | Španělsko              | Euskaltel-Euskadi    | + 5'20"     |

Sprinterská klasifikace
| Pořadí | Jezdec        | Stát                  | Stáj                  | Body |
| ------ | ------------- | --------------------- | --------------------- | ---- |
| 1.     | Tom Boonen    | Belgie                | Quick Step-Innergetic | 160  |
| 2.     | Robert Hunter | Jihoafrická republika | Barloworld            | - 11 |
| 3.     | Erik Zabel    | Německo               | Team Milram           | - 16 |

Vrchařská klasifikace
| Pořadí | Jezdec            | Stát     | Stáj              | Body |
| ------ | ----------------- | -------- | ----------------- | ---- |
| 1.     | Michael Rasmussen | Dánsko   | Rabobank          | 98   |
| 2.     | Mauricio Soler    | Kolumbie | Barloworld        | - 19 |
| 3.     | Jaroslav Popovyč  | Ukrajina | Discovery Channel | - 28 |

Klasifikace mladých jezdců
| Pořadí | Jezdec           | Stát      | Stáj              | Celkový čas |
| ------ | ---------------- | --------- | ----------------- | ----------- |
| 1.     | Alberto Contador | Španělsko | Discovery Channel | 53h 14'53"  |
| 2.     | Linus Gerdemann  | Německo   | T-Mobile Team     | + 3'37"     |
| 3.     | Mauricio Soler   | Kolumbie  | Barloworld        | + 3'41"     |

Týmová klasifikace
| Pořadí | Stáj                               | Stát                   | Celkový čas |
| ------ | ---------------------------------- | ---------------------- | ----------- |
| 1.     | Team CSC                           | Dánsko                 | 159h 44'19" |
| 2.     | Caisse d'Epargne                   | Španělsko              | + 5'02"     |
| 3.     | Discovery Channel Pro Cycling Team | Spojené státy americké | + 5'08"     |

Nejaktivnější jezdec
- Benoît Vaugrenard;  Francie; Française des Jeux

## 12. etapa (Montpellier–Castres; 179 km)
Pořadí
| Pořadí | Jezdec             | Stát                  | Stáj                  | Čas       |
| ------ | ------------------ | --------------------- | --------------------- | --------- |
| 1.     | Tom Boonen         | Belgie                | Quick Step-Innergetic | 4h 25'32" |
| 2.     | Erik Zabel         | Německo               | Team Milram           | + 0"      |
| 3.     | Robert Hunter      | Jihoafrická republika | Barloworld            | + 0"      |
| 4.     | Daniele Bennati    | Itálie                | Lampre-Fondital       | + 0"      |
| 5.     | Thor Hushovd       | Norsko                | Crédit Agricole       | + 0"      |
| 6.     | Bernhard Eisel     | Německo               | T-Mobile Team         | + 0"      |
| 7.     | Sébastien Chavanel | Francie               | Française des Jeux    | + 0"      |
| 8.     | Nicolas Jalabert   | Francie               | Agritubel             | + 0"      |
| 9.     | Robert Förster     | Německo               | Team Gerolsteiner     | + 0"      |
| 10.    | Andrej Kašečkin    | Kazachstán            | Astana Team           | + 0"      |

Celková klasifikace
| Pořadí | Jezdec             | Stát                   | Stáj                 | Celkový čas |
| ------ | ------------------ | ---------------------- | -------------------- | ----------- |
| 1.     | Michael Rasmussen  | Dánsko                 | Rabobank             | 57h 37'10"  |
| 2.     | Alejandro Valverde | Španělsko              | Caisse d'Epargne     | + 2'35"     |
| 3.     | Iban Mayo          | Španělsko              | Saunier Duval-Prodir | + 2'39"     |
| 4.     | Cadel Evans        | Austrálie              | Predictor-Lotto      | + 2'41"     |
| 5.     | Alberto Contador   | Španělsko              | Discovery Channel    | + 3'08"     |
| 6.     | Carlos Sastre      | Španělsko              | Team CSC             | + 3'39"     |
| 7.     | Andreas Klöden     | Německo                | Astana Team          | + 3'50"     |
| 8.     | Levi Leipheimer    | Spojené státy americké | Discovery Channel    | + 3'53"     |
| 9.     | Kim Kirchen        | Lucembursko            | T-Mobile Team        | + 5'06"     |
| 10.    | Mikel Astarloza    | Španělsko              | Euskaltel-Euskadi    | + 5'20"     |

Sprinterská klasifikace
| Pořadí | Jezdec        | Stát                  | Stáj                  | Body |
| ------ | ------------- | --------------------- | --------------------- | ---- |
| 1.     | Tom Boonen    | Belgie                | Quick Step-Innergetic | 195  |
| 2.     | Robert Hunter | Jihoafrická republika | Barloworld            | - 20 |
| 3.     | Erik Zabel    | Německo               | Team Milram           | - 21 |

Vrchařská klasifikace
| Pořadí | Jezdec            | Stát     | Stáj              | Body |
| ------ | ----------------- | -------- | ----------------- | ---- |
| 1.     | Michael Rasmussen | Dánsko   | Rabobank          | 98   |
| 2.     | Mauricio Soler    | Kolumbie | Barloworld        | - 9  |
| 3.     | Jaroslav Popovyč  | Ukrajina | Discovery Channel | - 12 |

Klasifikace mladých jezdců
| Pořadí | Jezdec           | Stát      | Stáj              | Celkový čas |
| ------ | ---------------- | --------- | ----------------- | ----------- |
| 1.     | Alberto Contador | Španělsko | Discovery Channel | 57h 40'18"  |
| 2.     | Linus Gerdemann  | Německo   | T-Mobile Team     | + 3'37"     |
| 3.     | Mauricio Soler   | Kolumbie  | Barloworld        | + 3'41"     |

Týmová klasifikace
| Pořadí | Stáj                               | Stát                   | Celkový čas |
| ------ | ---------------------------------- | ---------------------- | ----------- |
| 1.     | Team CSC                           | Dánsko                 | 173h 00'55" |
| 2.     | Caisse d'Epargne                   | Španělsko              | + 5'02"     |
| 3.     | Discovery Channel Pro Cycling Team | Spojené státy americké | + 5'08"     |

Nejaktivnější jezdec
- Amets Txurruka;  Španělsko; Euskaltel-Euskadi

## 13. etapa (Albi–Albi; časovka 54 km)
Pořadí
| Pořadí | Jezdec             | Stát                   | Stáj              | Čas       |
| ------ | ------------------ | ---------------------- | ----------------- | --------- |
| 1.     | Alexandr Vinokurov | Kazachstán             | Astana Team       | 1h 06'34" |
| 2.     | Cadel Evans        | Austrálie              | Predictor-Lotto   | + 1'14"   |
| 3.     | Andreas Klöden     | Německo                | Astana Team       | + 1'39"   |
| 4.     | Andrej Kašečkin    | Kazachstán             | Astana Team       | + 1'44"   |
| 5.     | Bradley Wiggins    | Velká Británie         | Cofidis           | + 2'14"   |
| 6.     | Jaroslav Popovyč   | Ukrajina               | Discovery Channel | + 2'16"   |
| 7.     | Alberto Contador   | Španělsko              | Discovery Channel | + 2'18"   |
| 8.     | Sylvain Chavanel   | Francie                | Cofidis           | + 2'38"   |
| 9.     | Levi Leipheimer    | Spojené státy americké | Discovery Channel | + 2'39"   |
| 10.    | Mikel Astarloza    | Španělsko              | Euskaltel-Euskadi | + 2'42"   |

Celková klasifikace
| Pořadí | Jezdec             | Stát                   | Stáj              | Celkový čas |
| ------ | ------------------ | ---------------------- | ----------------- | ----------- |
| 1.     | Michael Rasmussen  | Dánsko                 | Rabobank          | 58h 46'39"  |
| 2.     | Cadel Evans        | Austrálie              | Predictor-Lotto   | + 1'00"     |
| 3.     | Alberto Contador   | Španělsko              | Discovery Channel | + 2'31"     |
| 4.     | Andreas Klöden     | Německo                | Astana Team       | + 2'34"     |
| 5.     | Levi Leipheimer    | Spojené státy americké | Discovery Channel | + 3'37"     |
| 6.     | Andrej Kašečkin    | Kazachstán             | Astana Team       | + 4'23"     |
| 7.     | Carlos Sastre      | Španělsko              | Team CSC          | + 4'45"     |
| 8.     | Mikel Astarloza    | Španělsko              | Euskaltel-Euskadi | + 5'07"     |
| 9.     | Alexandr Vinokurov | Kazachstán             | Astana Team       | + 5'10"     |
| 10.    | Kim Kirchen        | Lucembursko            | T-Mobile Team     | + 5'29"     |

Sprinterská klasifikace
| Pořadí | Jezdec        | Stát                  | Stáj                  | Body |
| ------ | ------------- | --------------------- | --------------------- | ---- |
| 1.     | Tom Boonen    | Belgie                | Quick Step-Innergetic | 195  |
| 2.     | Robert Hunter | Jihoafrická republika | Barloworld            | - 20 |
| 3.     | Erik Zabel    | Německo               | Team Milram           | - 21 |

Vrchařská klasifikace
| Pořadí | Jezdec            | Stát     | Stáj              | Body |
| ------ | ----------------- | -------- | ----------------- | ---- |
| 1.     | Michael Rasmussen | Dánsko   | Rabobank          | 98   |
| 2.     | Mauricio Soler    | Kolumbie | Barloworld        | - 9  |
| 3.     | Jaroslav Popovyč  | Ukrajina | Discovery Channel | - 12 |

Klasifikace mladých jezdců
| Pořadí | Jezdec            | Stát      | Stáj              | Celkový čas |
| ------ | ----------------- | --------- | ----------------- | ----------- |
| 1.     | Alberto Contador  | Španělsko | Discovery Channel | 58h 49'10"  |
| 2.     | Linus Gerdemann   | Německo   | T-Mobile Team     | + 4'28"     |
| 3.     | Kanstancin Siucou | Bělorusko | Barloworld        | + 7'54"     |

Týmová klasifikace
| Pořadí | Stáj                               | Stát                   | Celkový čas |
| ------ | ---------------------------------- | ---------------------- | ----------- |
| 1.     | Astana Team                        | Švýcarsko              | 176h 32'04" |
| 2.     | Discovery Channel Pro Cycling Team | Spojené státy americké | + 54"       |
| 3.     | Team CSC                           | Dánsko                 | + 2'19"     |

## 14. etapa (Mazamet–Plateau-de-Beille; 197 km)
Pořadí
| Pořadí | Jezdec            | Stát                   | Stáj              | Čas       |
| ------ | ----------------- | ---------------------- | ----------------- | --------- |
| 1.     | Alberto Contador  | Španělsko              | Discovery Channel | 5h 25'48" |
| 2.     | Michael Rasmussen | Dánsko                 | Rabobank          | + 0"      |
| 3.     | Mauricio Soler    | Kolumbie               | Barloworld        | + 37"     |
| 4.     | Levi Leipheimer   | Spojené státy americké | Discovery Channel | + 40"     |
| 5.     | Carlos Sastre     | Španělsko              | Team CSC          | + 53"     |
| 6.     | Andreas Klöden    | Německo                | Astana Team       | + 1'52"   |
| 7.     | Cadel Evans       | Austrálie              | Predictor-Lotto   | + 1'52"   |
| 8.     | Antonio Colom     | Španělsko              | Astana Team       | + 2'23"   |
| 9.     | Andrej Kašečkin   | Kazachstán             | Astana Team       | + 2'23"   |
| 10.    | Jaroslav Popovyč  | Ukrajina               | Discovery Channel | + 3'06"   |

Celková klasifikace
| Pořadí | Jezdec             | Stát                   | Stáj              | Celkový čas |
| ------ | ------------------ | ---------------------- | ----------------- | ----------- |
| 1.     | Michael Rasmussen  | Dánsko                 | Rabobank          | 64h 12'15"  |
| 2.     | Alberto Contador   | Španělsko              | Discovery Channel | + 2'23"     |
| 3.     | Cadel Evans        | Austrálie              | Predictor-Lotto   | + 3'04"     |
| 4.     | Levi Leipheimer    | Spojené státy americké | Discovery Channel | + 4'29"     |
| 5.     | Andreas Klöden     | Německo                | Astana Team       | + 4'38"     |
| 6.     | Carlos Sastre      | Španělsko              | Team CSC          | + 5'50"     |
| 7.     | Andrej Kašečkin    | Kazachstán             | Astana Team       | + 6'58"     |
| 8.     | Mikel Astarloza    | Španělsko              | Euskaltel-Euskadi | + 8'25"     |
| 9.     | Alejandro Valverde | Španělsko              | Caisse d'Epargne  | + 9'45"     |
| 10.    | Jaroslav Popovyč   | Ukrajina               | Discovery Channel | + 10'55"    |

Sprinterská klasifikace
| Pořadí | Jezdec        | Stát                  | Stáj                  | Body |
| ------ | ------------- | --------------------- | --------------------- | ---- |
| 1.     | Tom Boonen    | Belgie                | Quick Step-Innergetic | 195  |
| 2.     | Robert Hunter | Jihoafrická republika | Barloworld            | - 20 |
| 3.     | Erik Zabel    | Německo               | Team Milram           | - 21 |

Vrchařská klasifikace
| Pořadí | Jezdec            | Stát     | Stáj              | Body |
| ------ | ----------------- | -------- | ----------------- | ---- |
| 1.     | Michael Rasmussen | Dánsko   | Rabobank          | 142  |
| 2.     | Mauricio Soler    | Kolumbie | Barloworld        | - 2  |
| 3.     | Jaroslav Popovyč  | Ukrajina | Discovery Channel | - 38 |

Klasifikace mladých jezdců
| Pořadí | Jezdec            | Stát      | Stáj              | Celkový čas |
| ------ | ----------------- | --------- | ----------------- | ----------- |
| 1.     | Alberto Contador  | Španělsko | Discovery Channel | 64h 14'38"  |
| 2.     | Mauricio Soler    | Kolumbie  | Barloworld        | + 9'08"     |
| 3.     | Kanstancin Siucou | Bělorusko | Barloworld        | + 20'30"    |

Týmová klasifikace
| Pořadí | Stáj                               | Stát                   | Celkový čas |
| ------ | ---------------------------------- | ---------------------- | ----------- |
| 1.     | Discovery Channel Pro Cycling Team | Spojené státy americké | 192h 54'08" |
| 2.     | Astana Team                        | Švýcarsko              | + 1'58"     |
| 3.     | Rabobank                           | Nizozemsko             | + 7'58"     |

Nejaktivnější jezdec
- Antonio Colom;  Španělsko; Astana Team

## 15. etapa (Foix–Loudenvielle; 196 km)
Pořadí
| Pořadí | Jezdec               | Stát                   | Stáj                  | Čas       |
| ------ | -------------------- | ---------------------- | --------------------- | --------- |
| 1.     | Alexandr Vinokurov   | Kazachstán             | Astana Team           | 5h 34'28" |
| 2.     | Kim Kirchen          | Lucembursko            | T-Mobile Team         | + 51"     |
| 3.     | Haimar Zubeldia      | Španělsko              | Euskaltel-Euskadi     | + 51"     |
| 4.     | Juan José Cobo       | Španělsko              | Saunier Duval-Prodir  | + 58"     |
| 5.     | Juan Manuel Gárate   | Španělsko              | Quick Step-Innergetic | + 2'14"   |
| 6.     | David Arroyo         | Španělsko              | Caisse d'Epargne      | + 3'23"   |
| 7.     | Bernhard Kohl        | Rakousko               | Team Gerolsteiner     | + 4'25"   |
| 8.     | Christian Vandevelde | Spojené státy americké | Team CSC              | + 4'25"   |
| 9.     | Ludovic Turpin       | Francie                | AG2R Prévoyance       | + 5'16"   |
| 10.    | Alberto Contador     | Španělsko              | Discovery Channel     | + 5'31"   |

Celková klasifikace
| Pořadí | Jezdec            | Stát                   | Stáj              | Celkový čas |
| ------ | ----------------- | ---------------------- | ----------------- | ----------- |
| 1.     | Michael Rasmussen | Dánsko                 | Rabobank          | 69h 52'14"  |
| 2.     | Alberto Contador  | Španělsko              | Discovery Channel | + 2'23"     |
| 3.     | Cadel Evans       | Austrálie              | Predictor-Lotto   | + 4'00"     |
| 4.     | Levi Leipheimer   | Spojené státy americké | Discovery Channel | + 5'25"     |
| 5.     | Andreas Klöden    | Německo                | Astana Team       | + 5'34"     |
| 6.     | Carlos Sastre     | Španělsko              | Team CSC          | + 6'46"     |
| 7.     | Haimar Zubeldia   | Španělsko              | Euskaltel-Euskadi | + 7'27"     |
| 8.     | Andrej Kašečkin   | Kazachstán             | Astana Team       | + 7'54"     |
| 9.     | Kim Kirchen       | Lucembursko            | T-Mobile Team     | + 8'24"     |
| 10.    | Mikel Astarloza   | Španělsko              | Euskaltel-Euskadi | + 9'21"     |

Sprinterská klasifikace
| Pořadí | Jezdec        | Stát                  | Stáj                  | Body |
| ------ | ------------- | --------------------- | --------------------- | ---- |
| 1.     | Tom Boonen    | Belgie                | Quick Step-Innergetic | 195  |
| 2.     | Robert Hunter | Jihoafrická republika | Barloworld            | - 20 |
| 3.     | Erik Zabel    | Německo               | Team Milram           | - 21 |

Vrchařská klasifikace
| Pořadí | Jezdec            | Stát     | Stáj              | Body |
| ------ | ----------------- | -------- | ----------------- | ---- |
| 1.     | Michael Rasmussen | Dánsko   | Rabobank          | 142  |
| 2.     | Mauricio Soler    | Kolumbie | Barloworld        | - 2  |
| 3.     | Jaroslav Popovyč  | Ukrajina | Discovery Channel | - 38 |

Klasifikace mladých jezdců
| Pořadí | Jezdec            | Stát      | Stáj              | Celkový čas |
| ------ | ----------------- | --------- | ----------------- | ----------- |
| 1.     | Alberto Contador  | Španělsko | Discovery Channel | 69h 54'37"  |
| 2.     | Mauricio Soler    | Kolumbie  | Barloworld        | + 12'37"    |
| 3.     | Kanstancin Siucou | Bělorusko | Barloworld        | + 30'35"    |

Týmová klasifikace
| Pořadí | Stáj                               | Stát                   | Celkový čas |
| ------ | ---------------------------------- | ---------------------- | ----------- |
| 1.     | Astana Team                        | Švýcarsko              | 209h 52'24" |
| 2.     | Discovery Channel Pro Cycling Team | Spojené státy americké | + 2'53"     |
| 3.     | Team CSC                           | Dánsko                 | + 15'01"    |

Nejaktivnější jezdec
- Alexandr Vinokurov;  Kazachstán; Astana Team

## 16. etapa (Orthez–Gourette-Col d'Aubisque; 218 km)
Pořadí
| Pořadí | Jezdec             | Stát                   | Stáj                 | Čas       |
| ------ | ------------------ | ---------------------- | -------------------- | --------- |
| 1.     | Michael Rasmussen  | Dánsko                 | Rabobank             | 6h 23'21" |
| 2.     | Levi Leipheimer    | Spojené státy americké | Discovery Channel    | + 26"     |
| 3.     | Alberto Contador   | Španělsko              | Discovery Channel    | + 35"     |
| 4.     | Cadel Evans        | Austrálie              | Predictor-Lotto      | + 43"     |
| 5.     | Mauricio Soler     | Kolumbie               | Barloworld           | + 1'25"   |
| 6.     | Haimar Zubeldia    | Španělsko              | Euskaltel-Euskadi    | + 1'52"   |
| 7.     | Juan José Cobo     | Španělsko              | Saunier Duval-Prodir | + 1'54"   |
| 8.     | Carlos Sastre      | Španělsko              | Team CSC             | + 2'12"   |
| 9.     | Óscar Pereiro Sio  | Španělsko              | Caisse d'Epargne     | + 2'27"   |
| 10.    | Alejandro Valverde | Španělsko              | Caisse d'Epargne     | + 2'27"   |

Celková klasifikace
| Pořadí | Jezdec             | Stát                   | Stáj              | Celkový čas |
| ------ | ------------------ | ---------------------- | ----------------- | ----------- |
| 1.     | Michael Rasmussen  | Dánsko                 | Rabobank          | 76h 15'15"  |
| 2.     | Alberto Contador   | Španělsko              | Discovery Channel | + 3'10"     |
| 3.     | Cadel Evans        | Austrálie              | Predictor-Lotto   | + 5'03"     |
| 4.     | Levi Leipheimer    | Spojené státy americké | Discovery Channel | + 5'59"     |
| 5.     | Carlos Sastre      | Španělsko              | Team CSC          | + 9'12"     |
| 6.     | Haimar Zubeldia    | Španělsko              | Euskaltel-Euskadi | + 9'39"     |
| 7.     | Alejandro Valverde | Španělsko              | Caisse d'Epargne  | + 13'28"    |
| 8.     | Kim Kirchen        | Lucembursko            | T-Mobile Team     | + 14'46"    |
| 9.     | Jaroslav Popovyč   | Ukrajina               | Discovery Channel | + 16'00"    |
| 10.    | Mauricio Soler     | Kolumbie               | Barloworld        | + 16'41"    |

Sprinterská klasifikace
| Pořadí | Jezdec        | Stát                  | Stáj                  | Body |
| ------ | ------------- | --------------------- | --------------------- | ---- |
| 1.     | Tom Boonen    | Belgie                | Quick Step-Innergetic | 195  |
| 2.     | Robert Hunter | Jihoafrická republika | Barloworld            | - 20 |
| 3.     | Erik Zabel    | Německo               | Team Milram           | - 21 |

Vrchařská klasifikace
| Pořadí | Jezdec            | Stát      | Stáj              | Body |
| ------ | ----------------- | --------- | ----------------- | ---- |
| 1.     | Mauricio Soler    | Kolumbie  | Barloworld        | 206  |
| 2.     | Michael Rasmussen | Dánsko    | Rabobank          | - 10 |
| 3.     | Alberto Contador  | Španělsko | Discovery Channel | - 78 |

Klasifikace mladých jezdců
| Pořadí | Jezdec           | Stát      | Stáj              | Celkový čas |
| ------ | ---------------- | --------- | ----------------- | ----------- |
| 1.     | Alberto Contador | Španělsko | Discovery Channel | 76h 18'25"  |
| 2.     | Mauricio Soler   | Kolumbie  | Barloworld        | + 13'31"    |
| 3.     | Amets Txurruka   | Španělsko | Euskaltel-Euskadi | + 45'54"    |

Týmová klasifikace
| Pořadí | Stáj                               | Stát                   | Celkový čas |
| ------ | ---------------------------------- | ---------------------- | ----------- |
| 1.     | Discovery Channel Pro Cycling Team | Spojené státy americké | 229h 09'32" |
| 2.     | Caisse d'Epargne                   | Španělsko              | + 16'48"    |
| 3.     | Team CSC                           | Dánsko                 | + 25'01"    |

Nejaktivnější jezdec
- Mauricio Soler;  Kolumbie; Barloworld

## 17. etapa (Pau–Castelsarrasin; 188 km)
Pořadí
| Pořadí | Jezdec             | Stát           | Stáj                  | Čas       |
| ------ | ------------------ | -------------- | --------------------- | --------- |
| 1.     | Daniele Bennati    | Itálie         | Lampre-Fondital       | 4h 14'04" |
| 2.     | Markus Fothen      | Německo        | Team Gerolsteiner     | + 0"      |
| 3.     | Martin Elmiger     | Švýcarsko      | AG2R Prévoyance       | + 0"      |
| 4.     | Jens Voigt         | Německo        | Team CSC              | + 0"      |
| 5.     | David Millar       | Velká Británie | Saunier Duval-Prodir  | + 2'41"   |
| 6.     | Matteo Tosatto     | Itálie         | Quick Step-Innergetic | + 2'43"   |
| 7.     | Manuel Quinziato   | Itálie         | Liquigas              | + 3'20"   |
| 8.     | Daniele Righi      | Itálie         | Lampre-Fondital       | + 3'20"   |
| 9.     | Tom Boonen         | Belgie         | Quick Step-Innergetic | + 9'37"   |
| 10.    | Sébastien Chavanel | Francie        | Française des Jeux    | + 9'37"   |

Celková klasifikace
| Pořadí | Jezdec             | Stát                   | Stáj              | Celkový čas |
| ------ | ------------------ | ---------------------- | ----------------- | ----------- |
| 1.     | Alberto Contador   | Španělsko              | Discovery Channel | 80h 42'08"  |
| 2.     | Cadel Evans        | Austrálie              | Predictor-Lotto   | + 1'53"     |
| 3.     | Levi Leipheimer    | Spojené státy americké | Discovery Channel | + 2'49"     |
| 4.     | Carlos Sastre      | Španělsko              | Team CSC          | + 6'02"     |
| 5.     | Haimar Zubeldia    | Španělsko              | Euskaltel-Euskadi | + 6'29"     |
| 6.     | Alejandro Valverde | Španělsko              | Caisse d'Epargne  | + 10'18"    |
| 7.     | Kim Kirchen        | Lucembursko            | T-Mobile Team     | + 11'36"    |
| 8.     | Jaroslav Popovyč   | Ukrajina               | Discovery Channel | + 12'50"    |
| 9.     | Mauricio Soler     | Kolumbie               | Barloworld        | + 13'31"    |
| 10.    | Mikel Astarloza    | Španělsko              | Euskaltel-Euskadi | + 13'42"    |

Sprinterská klasifikace
| Pořadí | Jezdec        | Stát                  | Stáj                  | Body |
| ------ | ------------- | --------------------- | --------------------- | ---- |
| 1.     | Tom Boonen    | Belgie                | Quick Step-Innergetic | 212  |
| 2.     | Robert Hunter | Jihoafrická republika | Barloworld            | - 22 |
| 3.     | Erik Zabel    | Německo               | Team Milram           | - 25 |

Vrchařská klasifikace
| Pořadí | Jezdec           | Stát      | Stáj              | Body  |
| ------ | ---------------- | --------- | ----------------- | ----- |
| 1.     | Mauricio Soler   | Kolumbie  | Barloworld        | 206   |
| 2.     | Alberto Contador | Španělsko | Discovery Channel | - 78  |
| 3.     | Jaroslav Popovyč | Ukrajina  | Discovery Channel | - 102 |

Klasifikace mladých jezdců
| Pořadí | Jezdec           | Stát      | Stáj              | Celkový čas |
| ------ | ---------------- | --------- | ----------------- | ----------- |
| 1.     | Alberto Contador | Španělsko | Discovery Channel | 80h 42'08"  |
| 2.     | Mauricio Soler   | Kolumbie  | Barloworld        | + 13'31"    |
| 3.     | Amets Txurruka   | Španělsko | Euskaltel-Euskadi | + 45'54"    |

Týmová klasifikace
| Pořadí | Stáj                               | Stát                   | Celkový čas |
| ------ | ---------------------------------- | ---------------------- | ----------- |
| 1.     | Discovery Channel Pro Cycling Team | Spojené státy americké | 242h 20'41" |
| 2.     | Team CSC                           | Dánsko                 | + 15'22"    |
| 3.     | Caisse d'Epargne                   | Španělsko              | + 16'48"    |

Nejaktivnější jezdec
- Jens Voigt;  Německo; Team CSC

## 18. etapa (Cahors–Angoulême; 210 km)
Pořadí
| Pořadí | Jezdec             | Stát                  | Stáj                  | Čas       |
| ------ | ------------------ | --------------------- | --------------------- | --------- |
| 1.     | Sandy Casar        | Francie               | Française des Jeux    | 5h 13'31" |
| 2.     | Axel Merckx        | Belgie                | T-Mobile Team         | + 1"      |
| 3.     | Laurent Lefevre    | Francie               | Bouygues Télécom      | + 1"      |
| 4.     | Michael Boogerd    | Nizozemsko            | Rabobank              | + 1"      |
| 5.     | Tom Boonen         | Belgie                | Quick Step-Innergetic | + 8'34"   |
| 6.     | Robert Hunter      | Jihoafrická republika | Barloworld            | + 8'34"   |
| 7.     | Erik Zabel         | Německo               | Team Milram           | + 8'34"   |
| 8.     | Sébastien Chavanel | Francie               | Française des Jeux    | + 8'34"   |
| 9.     | Bernhard Eisel     | Rakousko              | T-Mobile Team         | + 8'34"   |
| 10.    | Thor Hushovd       | Norsko                | Crédit Agricole       | + 8'34"   |

Celková klasifikace
| Pořadí | Jezdec             | Stát                   | Stáj              | Celkový čas |
| ------ | ------------------ | ---------------------- | ----------------- | ----------- |
| 1.     | Alberto Contador   | Španělsko              | Discovery Channel | 86h 04'16"  |
| 2.     | Cadel Evans        | Austrálie              | Predictor-Lotto   | + 1'50"     |
| 3.     | Levi Leipheimer    | Spojené státy americké | Discovery Channel | + 2'49"     |
| 4.     | Carlos Sastre      | Španělsko              | Team CSC          | + 6'02"     |
| 5.     | Haimar Zubeldia    | Španělsko              | Euskaltel-Euskadi | + 6'29"     |
| 6.     | Alejandro Valverde | Španělsko              | Caisse d'Epargne  | + 10'18"    |
| 7.     | Kim Kirchen        | Lucembursko            | T-Mobile Team     | + 11'36"    |
| 8.     | Jaroslav Popovyč   | Ukrajina               | Discovery Channel | + 12'47"    |
| 9.     | Mauricio Soler     | Kolumbie               | Barloworld        | + 13'31"    |
| 10.    | Mikel Astarloza    | Španělsko              | Euskaltel-Euskadi | + 13'42"    |

Sprinterská klasifikace
| Pořadí | Jezdec        | Stát                  | Stáj                  | Body |
| ------ | ------------- | --------------------- | --------------------- | ---- |
| 1.     | Tom Boonen    | Belgie                | Quick Step-Innergetic | 234  |
| 2.     | Robert Hunter | Jihoafrická republika | Barloworld            | - 24 |
| 3.     | Erik Zabel    | Německo               | Team Milram           | - 28 |

Vrchařská klasifikace
| Pořadí | Jezdec           | Stát      | Stáj              | Body  |
| ------ | ---------------- | --------- | ----------------- | ----- |
| 1.     | Mauricio Soler   | Kolumbie  | Barloworld        | 206   |
| 2.     | Alberto Contador | Španělsko | Discovery Channel | - 78  |
| 3.     | Jaroslav Popovyč | Ukrajina  | Discovery Channel | - 102 |

Klasifikace mladých jezdců
| Pořadí | Jezdec           | Stát      | Stáj              | Celkový čas |
| ------ | ---------------- | --------- | ----------------- | ----------- |
| 1.     | Alberto Contador | Španělsko | Discovery Channel | 86h 04'16"  |
| 2.     | Mauricio Soler   | Kolumbie  | Barloworld        | + 13'31"    |
| 3.     | Amets Txurruka   | Španělsko | Euskaltel-Euskadi | + 45'54"    |

Týmová klasifikace
| Pořadí | Stáj                               | Stát                   | Celkový čas |
| ------ | ---------------------------------- | ---------------------- | ----------- |
| 1.     | Discovery Channel Pro Cycling Team | Spojené státy americké | 258h 27'02" |
| 2.     | Team CSC                           | Dánsko                 | + 16'12"    |
| 3.     | Caisse d'Epargne                   | Španělsko              | + 16'51"    |

Nejaktivnější jezdec
- Sandy Casar;  Francie; Française des Jeux

## 19. etapa (Cognac–Angoulême; časovka 55 km)
Pořadí
| Pořadí | Jezdec              | Stát                   | Stáj              | Čas       |
| ------ | ------------------- | ---------------------- | ----------------- | --------- |
| 1.     | Levi Leipheimer     | Spojené státy americké | Discovery Channel | 1h 02'44" |
| 2.     | Cadel Evans         | Austrálie              | Predictor-Lotto   | + 51"     |
| 3.     | Vladimir Karpec     | Rusko                  | Caisse d'Epargne  | + 1'56"   |
| 4.     | Jaroslav Popovyč    | Ukrajina               | Discovery Channel | + 2'01"   |
| 5.     | Alberto Contador    | Španělsko              | Discovery Channel | + 2'18"   |
| 6.     | José Iván Gutiérrez | Španělsko              | Caisse d'Epargne  | + 2'27"   |
| 7.     | George Hincapie     | Spojené státy americké | Discovery Channel | + 2'33"   |
| 8.     | Óscar Pereiro Sio   | Španělsko              | Caisse d'Epargne  | + 2'36"   |
| 9.     | Leif Hoste          | Belgie                 | Predictor-Lotto   | + 2'48"   |
| 10.    | Mikel Astarloza     | Španělsko              | Euskaltel-Euskadi | + 2'50"   |

Celková klasifikace
| Pořadí | Jezdec             | Stát                   | Stáj              | Celkový čas |
| ------ | ------------------ | ---------------------- | ----------------- | ----------- |
| 1.     | Alberto Contador   | Španělsko              | Discovery Channel | 87h 09'18"  |
| 2.     | Cadel Evans        | Austrálie              | Predictor-Lotto   | + 23"       |
| 3.     | Levi Leipheimer    | Spojené státy americké | Discovery Channel | + 31"       |
| 4.     | Carlos Sastre      | Španělsko              | Team CSC          | + 7'08"     |
| 5.     | Haimar Zubeldia    | Španělsko              | Euskaltel-Euskadi | + 8'17"     |
| 6.     | Alejandro Valverde | Španělsko              | Caisse d'Epargne  | + 11'37"    |
| 7.     | Kim Kirchen        | Lucembursko            | T-Mobile Team     | + 12'18"    |
| 8.     | Jaroslav Popovyč   | Ukrajina               | Discovery Channel | + 12'30"    |
| 9.     | Mikel Astarloza    | Španělsko              | Euskaltel-Euskadi | + 14'14"    |
| 10.    | Óscar Pereiro Sio  | Španělsko              | Caisse d'Epargne  | + 14'25"    |

Sprinterská klasifikace
| Pořadí | Jezdec        | Stát                  | Stáj                  | Body |
| ------ | ------------- | --------------------- | --------------------- | ---- |
| 1.     | Tom Boonen    | Belgie                | Quick Step-Innergetic | 234  |
| 2.     | Robert Hunter | Jihoafrická republika | Barloworld            | - 24 |
| 3.     | Erik Zabel    | Německo               | Team Milram           | - 28 |

Vrchařská klasifikace
| Pořadí | Jezdec           | Stát      | Stáj              | Body  |
| ------ | ---------------- | --------- | ----------------- | ----- |
| 1.     | Mauricio Soler   | Kolumbie  | Barloworld        | 206   |
| 2.     | Alberto Contador | Španělsko | Discovery Channel | - 78  |
| 3.     | Jaroslav Popovyč | Ukrajina  | Discovery Channel | - 102 |

Klasifikace mladých jezdců
| Pořadí | Jezdec           | Stát      | Stáj              | Celkový čas |
| ------ | ---------------- | --------- | ----------------- | ----------- |
| 1.     | Alberto Contador | Španělsko | Discovery Channel | 87h 09'18"  |
| 2.     | Mauricio Soler   | Kolumbie  | Barloworld        | + 16'41"    |
| 3.     | Amets Txurruka   | Španělsko | Euskaltel-Euskadi | + 49'24"    |

Týmová klasifikace
| Pořadí | Stáj                               | Stát                   | Celkový čas |
| ------ | ---------------------------------- | ---------------------- | ----------- |
| 1.     | Discovery Channel Pro Cycling Team | Spojené státy americké | 261h 39'33" |
| 2.     | Caisse d'Epargne                   | Španělsko              | + 19'31"    |
| 3.     | Team CSC                           | Dánsko                 | + 22'10"    |

## 20. etapa (Marcoussis–Paříž; 146 km)
Pořadí
| Pořadí | Jezdec             | Stát                  | Stáj                  | Čas       |
| ------ | ------------------ | --------------------- | --------------------- | --------- |
| 1.     | Daniele Bennati    | Itálie                | Lampre-Fondital       | 3h 51'03" |
| 2.     | Thor Hushovd       | Norsko                | Crédit Agricole       | + 0"      |
| 3.     | Erik Zabel         | Německo               | Team Milram           | + 0"      |
| 4.     | Robert Hunter      | Jihoafrická republika | Barloworld            | + 0"      |
| 5.     | Tom Boonen         | Belgie                | Quick Step-Innergetic | + 0"      |
| 6.     | Sébastien Chavanel | Francie               | Française des Jeux    | + 0"      |
| 7.     | Fabian Cancellara  | Švýcarsko             | Team CSC              | + 0"      |
| 8.     | David Millar       | Velká Británie        | Saunier Duval-Prodir  | + 0"      |
| 9.     | Robert Förster     | Německo               | Team Gerolsteiner     | + 0"      |
| 10.    | Manuel Quinziato   | Itálie                | Liquigas              | + 0"      |

Celková klasifikace
| Pořadí | Jezdec             | Stát                   | Stáj              | Celkový čas |
| ------ | ------------------ | ---------------------- | ----------------- | ----------- |
| 1.     | Alberto Contador   | Španělsko              | Discovery Channel | 91h 00'26"  |
| 2.     | Cadel Evans        | Austrálie              | Predictor-Lotto   | + 23"       |
| 3.     | Levi Leipheimer    | Spojené státy americké | Discovery Channel | + 31"       |
| 4.     | Carlos Sastre      | Španělsko              | Team CSC          | + 7'08"     |
| 5.     | Haimar Zubeldia    | Španělsko              | Euskaltel-Euskadi | + 8'17"     |
| 6.     | Alejandro Valverde | Španělsko              | Caisse d'Epargne  | + 11'37"    |
| 7.     | Kim Kirchen        | Lucembursko            | T-Mobile Team     | + 12'18"    |
| 8.     | Jaroslav Popovyč   | Ukrajina               | Discovery Channel | + 12'25"    |
| 9.     | Mikel Astarloza    | Španělsko              | Euskaltel-Euskadi | + 14'14"    |
| 10.    | Óscar Pereiro Sio  | Španělsko              | Caisse d'Epargne  | + 14'25"    |

Sprinterská klasifikace
| Pořadí | Jezdec        | Stát                  | Stáj                  | Body |
| ------ | ------------- | --------------------- | --------------------- | ---- |
| 1.     | Tom Boonen    | Belgie                | Quick Step-Innergetic | 256  |
| 2.     | Robert Hunter | Jihoafrická republika | Barloworld            | - 22 |
| 3.     | Erik Zabel    | Německo               | Team Milram           | - 24 |

Vrchařská klasifikace
| Pořadí | Jezdec           | Stát      | Stáj              | Body  |
| ------ | ---------------- | --------- | ----------------- | ----- |
| 1.     | Mauricio Soler   | Kolumbie  | Barloworld        | 206   |
| 2.     | Alberto Contador | Španělsko | Discovery Channel | - 78  |
| 3.     | Jaroslav Popovyč | Ukrajina  | Discovery Channel | - 101 |

Klasifikace mladých jezdců
| Pořadí | Jezdec           | Stát      | Stáj              | Celkový čas |
| ------ | ---------------- | --------- | ----------------- | ----------- |
| 1.     | Alberto Contador | Španělsko | Discovery Channel | 91h 00'26"  |
| 2.     | Mauricio Soler   | Kolumbie  | Barloworld        | + 16'41"    |
| 3.     | Amets Txurruka   | Španělsko | Euskaltel-Euskadi | + 49'34"    |

Týmová klasifikace
| Pořadí | Stáj                               | Stát                   | Celkový čas |
| ------ | ---------------------------------- | ---------------------- | ----------- |
| 1.     | Discovery Channel Pro Cycling Team | Spojené státy americké | 261h 39'33" |
| 2.     | Caisse d'Epargne                   | Španělsko              | + 19'36"    |
| 3.     | Team CSC                           | Dánsko                 | + 22'10"    |

Nejaktivnější jezdec
- Freddy Bichott;  Francie; Agritubel